# Étienne Couvert (essayiste)
Pour les articles homonymes, voir Étienne Couvert.
Étienne Couvert, né le 30 juillet 1927 à Lyon où il est mort le 30 mars 2024,, est un historien et auteur catholique traditionaliste, professeur de lettres classiques, spécialisé dans l'étude de la gnose. Il est le petit-fils du peintre Étienne Couvert.

## Biographie
Né le 30 juillet 1927 à Lyon, père de huit enfants, Étienne Couvert enseigne les lettres classiques dans cette même ville pendant près de 40 ans. Il se spécialise dans l'étude de la philosophie chrétienne (thomisme) et de l'histoire religieuse.
Il est, depuis 1983, l'auteur de plusieurs ouvrages sur la gnose, apportant notamment un regard nouveau sur les origines de l'islam et du bouddhisme, vues qu'il développe dans d'autres articles.
Membre de l'Association des Écrivains Catholiques de langue française[réf. nécessaire], il a participé au salon des Écrivains Catholique de langue française jusqu'en 2012.

## Homonymie
Il ne faut pas confondre Étienne Couvert, écrivain, né en 1927 avec son grand-père, Étienne Couvert (1856-1933), auteur des peintures de la fameuse coupole de Saint-Pothin à Lyon.

## Œuvres

### Ouvrages
- Étienne Couvert, De la gnose à l'œcuménisme : les sources de la crise religieuse, Éditions de Chiré, 1983, 185 p. (ISBN 978-2-85190-050-0), 2° édition revue, corrigée et augmentée en 2001
- Étienne Couvert, La Gnose contre la foi, Éditions de Chiré, 1989, 250 p. (ISBN 978-2-85190-065-4), réédition 2024, qui est censé démontrer la permanence de cette pensée gnostique à travers les siècles[7]
- Étienne Couvert, La Gnose universelle, Éditions de Chiré, 1993, 216 p. (ISBN 978-2-85190-071-5) 2° édition revue, corrigée et augmentée en 2003.
- Étienne Couvert, La Vérité sur les manuscrits de la Mer Morte : qui étaient les Esséniens?, Éditions de Chiré, 1995, 120 p. (ISBN 978-2-85190-086-9) 2° édition revue, corrigée et augmentée en 2003
- Étienne Couvert, La Gnose en question, Éditions de Chiré, 2002, 214 p. (ISBN 978-2-85190-102-6), réédition 2024
- Étienne Couvert, Visage et masque de la gnose, Éditions de Chiré, 2011, 180 p. (ISBN 978-2-85190-162-0), réédition 2024
- A collaboré aux Cahiers de Chiré n° 1, 2, 4, 6, 8, 9, 18 et 20 [8]

Nombreux articles dans Lecture et tradition.
Les Cahiers Augustin Barruel.